# Jean-René Van der Plaetsen
Jean-René Van der Plaetsen, né le 9 août 1962 à Lubumbashi (ancienne Elisabethville), en République démocratique du Congo (ancien Congo belge, devenu indépendant le 30 juin 1960) est un journaliste et écrivain français. Il est directeur délégué de la rédaction du Figaro Magazine. Il est également membre du jury du prix de Flore depuis sa création en 1994.

## Biographie
Il est le petit-fils du général d'armée et Compagnon de la Libération, officier des forces françaises libres dès août 1940 Jean Crépin.

### Études
Jean-René Van der Plaetsen a fait ses études au lycée Janson-de-Sailly (Paris), au collège Saint-François-de-Sales (Évreux) puis au collège Saint-Sulpice (Paris). Il est licencié en droit de l'université Paris-Descartes et ancien élève de l’Institut d'études politiques de Paris.

### Le FigaroetLe Figaro Magazine
Entré au Figaro en 1988, Jean-René Van der Plaetsen y fait toute sa carrière, passant par Le Figaro littéraire, le service culture, et le service politique (dont il fut chef de service), puis rédacteur en chef. En janvier 2008, Alexis Brézet, alors promu directeur de la rédaction du Figaro Magazine, l’y fait venir et le nomme directeur délégué de la rédaction, poste qu’il occupe encore aujourd’hui,.
Ami de Michel Houellebecq, il réalise avec ce dernier une série de très longs entretiens, intitulés « Un été avec Michel Houellebecq », parus en cinq épisodes dans le Figaro Magazine au cours de l’été 2015. On y voit l’auteur des Particules élémentaires se confier sur les sujets les plus divers - et même dialoguer avec le philosophe Alain Finkielkraut ou la rock-star Iggy Pop.
En 2023, il devient membre du jury du prix Interallié.

## Œuvre littéraire
- La Nostalgie de l'honneur, éditions Grasset, 2017  (ISBN 978-2-246-81393-4), 240 p. – Grand Prix Jean-Giono et prix Interallié en 2017[2]
- Le Métier de mourir, éditions Grasset, 2020 – prix Renaudot des lycéens

## Vie privée
Avant de devenir journaliste, Jean-René Van der Plaetsen fut soldat (au 7e bataillon de chasseurs alpins, puis Casque bleu au Liban, dans le cadre des missions dévolues à la FINUL).